# Kaplica

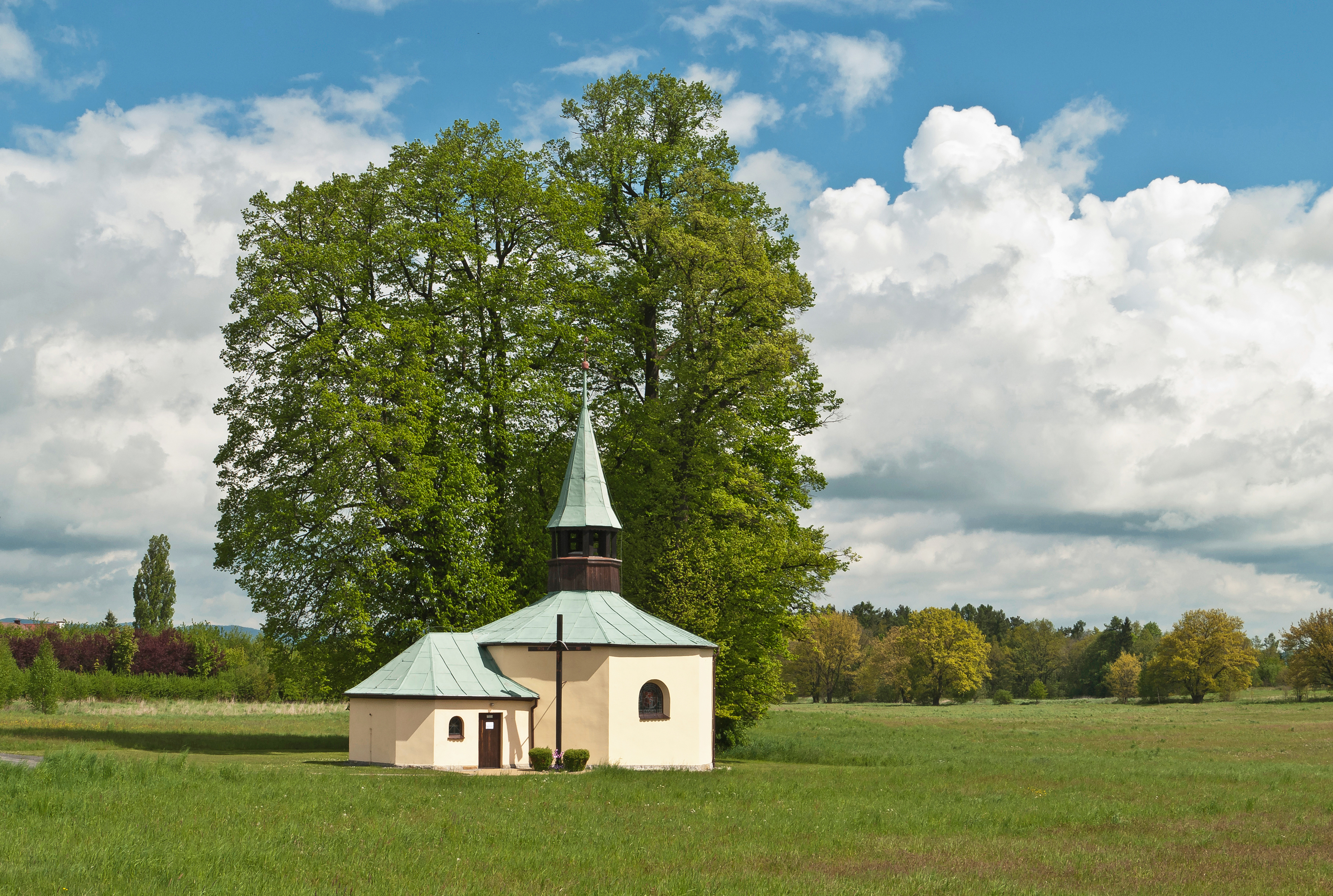
Kaplica Matki Boskiej Bolesnej w Wolanach

Kaplica (łac. cappa, zdrobniale capella; kapliczka) – niewielka chrześcijańska budowla sakralna, wolnostojąca lub połączona z większym obiektem architektonicznym; wydzielone pomieszczenie z ołtarzem lub boczna część kościoła tworząca odrębną całość, w której znajduje się ołtarz.

## Pierwsza kaplica i pochodzenie jej nazwy
Kaplice wzięły swą nazwę od małego drewnianego kościoła w Tours zwanego Capella, a to od złożonego tam płaszcza św. Marcina (z łac. cappe, po fr. chape). Kościół ten wzniósł w 1. połowie V wieku w Tours nad grobem św. Marcina jego uczeń i następca, biskup Święty Brykcjusz (zm. ok. 444). Kościół-Capella był celem licznych pielgrzymek i w r. 470 został rozbudowany do bazyliki przez kolejnego biskupa Tours Perpetuusa. Król Chlodwig I po przyjęciu chrztu w r. 496, uczynił płaszcz św. Marcina relikwią królestwa i zabierał ze sobą na wszystkie wyprawy wojenne; w czasie pokoju płaszcz był składany w izbie zwanej Chapelle w pałacu króla w Paryżu pod opieką kapelana. Spopularyzowanie tej nazwy wiąże się w pewnej mierze z wykupem z Wenecji relikwii Chrystusowych w 1239 r. przez Ludwika IX Świętego i wybudowaniem w latach 1241–48 na ich potrzeby w Paryżu świątyni nazwanej Sainte-Chapelle, w której przechowywano też płaszcz św. Marcina. Wówczas płaszcz ponownie przesądził o nazwaniu świątyni chapelle – kaplicą.
Do języka polskiego słowo kaplica zostało zapożyczone nie bezpośrednio ze średniowiecznej łaciny, ale poprzez staroczeskie kaplicě. Sama kaplica dała początek także innym słowom: kapelan (bezpośrednio z łacińskiego capellanus) i kapłan (z łacińskiego capellanus, poprzez czeskie kaplan, a także kapela i kapelmistrz (poprzez niemieckie Kapellmeister).

## Charakterystyka
W czasach wczesnego chrześcijaństwa kaplice miały dwa poziomy: dolny, w którym przechowywano relikwie, oraz górny, przeznaczony na modlitwę. Kaplice związane są z budownictwem sakralnym każdej cywilizacji. Wznoszono je w czasach pogańskich, w starożytnej Grecji i w Rzymie (np. aedicula) i w różnych wyznaniach. 
Ze względu na przeznaczenie i pełnione funkcje, w obrządku rzymskokatolickim rozróżnia się kaplice: kościelne, klasztorne, prywatne (np. pałacowe), szpitalne, szkolne, cmentarne, grobowe (mauzolea) oraz kalwaryjne.
Do najbardziej znanych w historii polskiej kaplic należą: Kaplica Zygmuntowska na Wawelu, kaplica Najświętszej Marii Panny na Jasnej Górze, Ostra Brama w Wilnie, Kaplica Królewska w Gdańsku, Kaplica Boimów we Lwowie.
Kapliczką nazywa się też przydrożne budowle związane najczęściej z twórczością ludową.

## Galeria

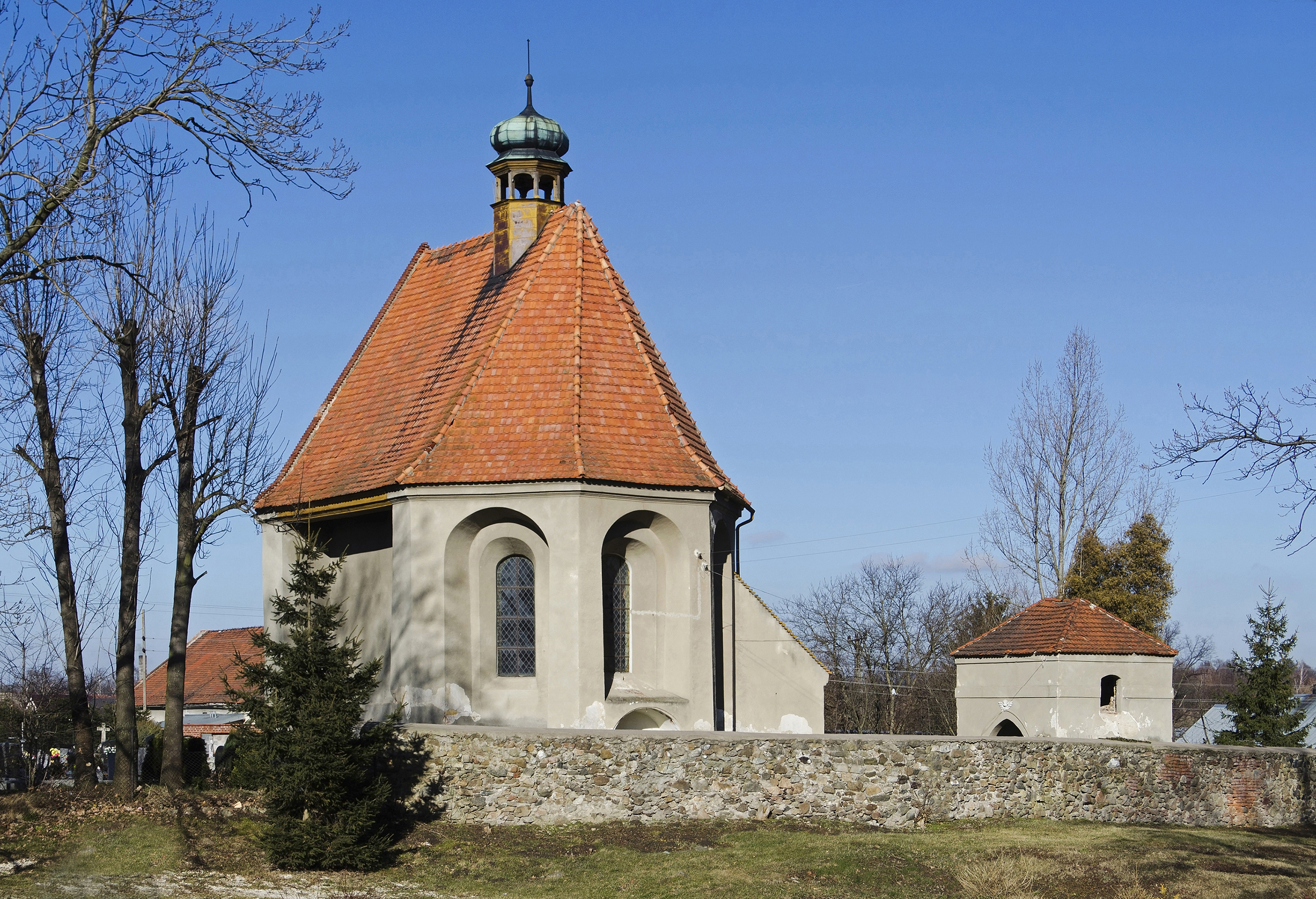
Kaplica cmentarna w Jaszkowej Dolnej
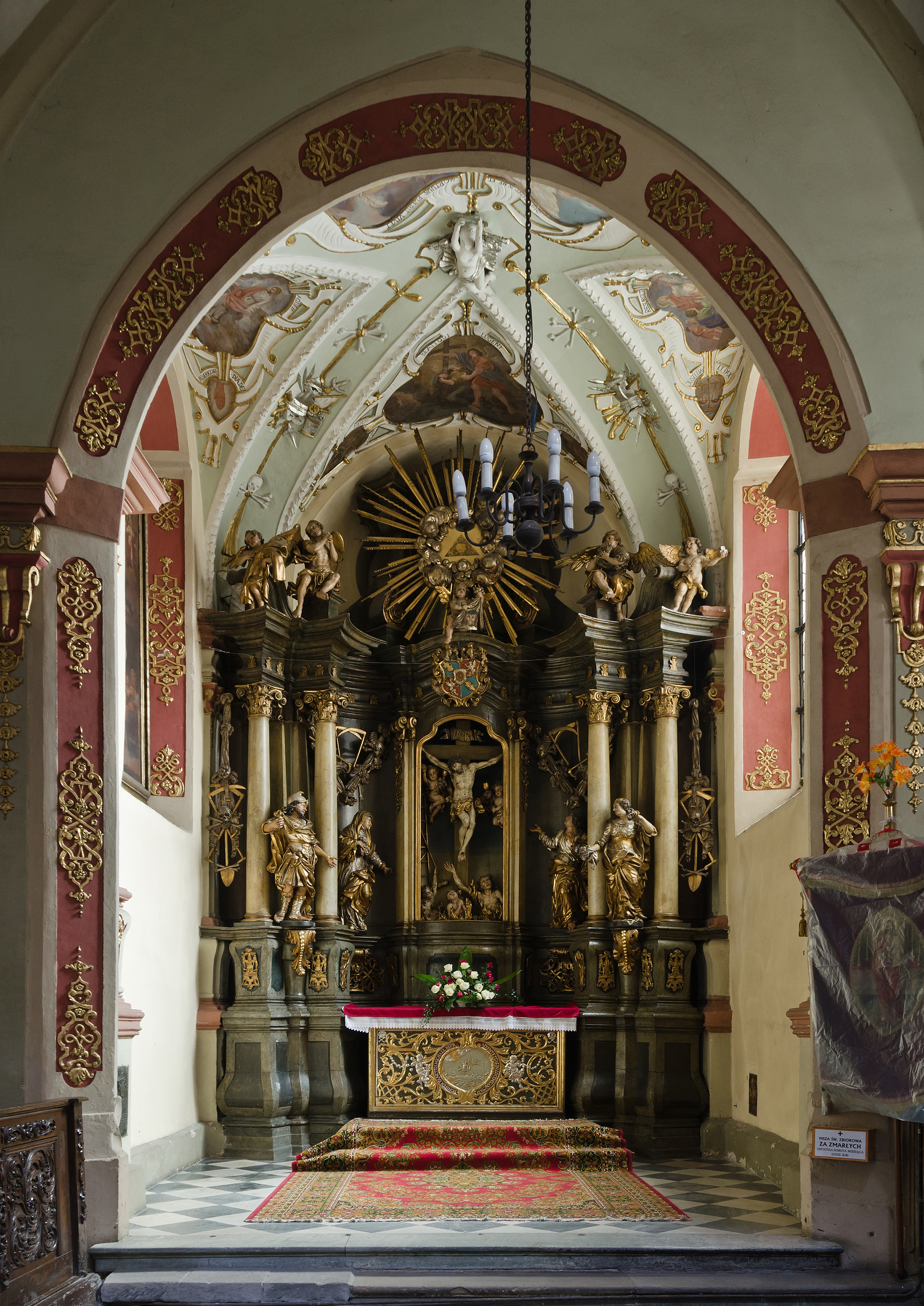
Kaplica Zmarłych w kościele Wniebowzięcia Najświętszej Maryi Panny w Kłodzku
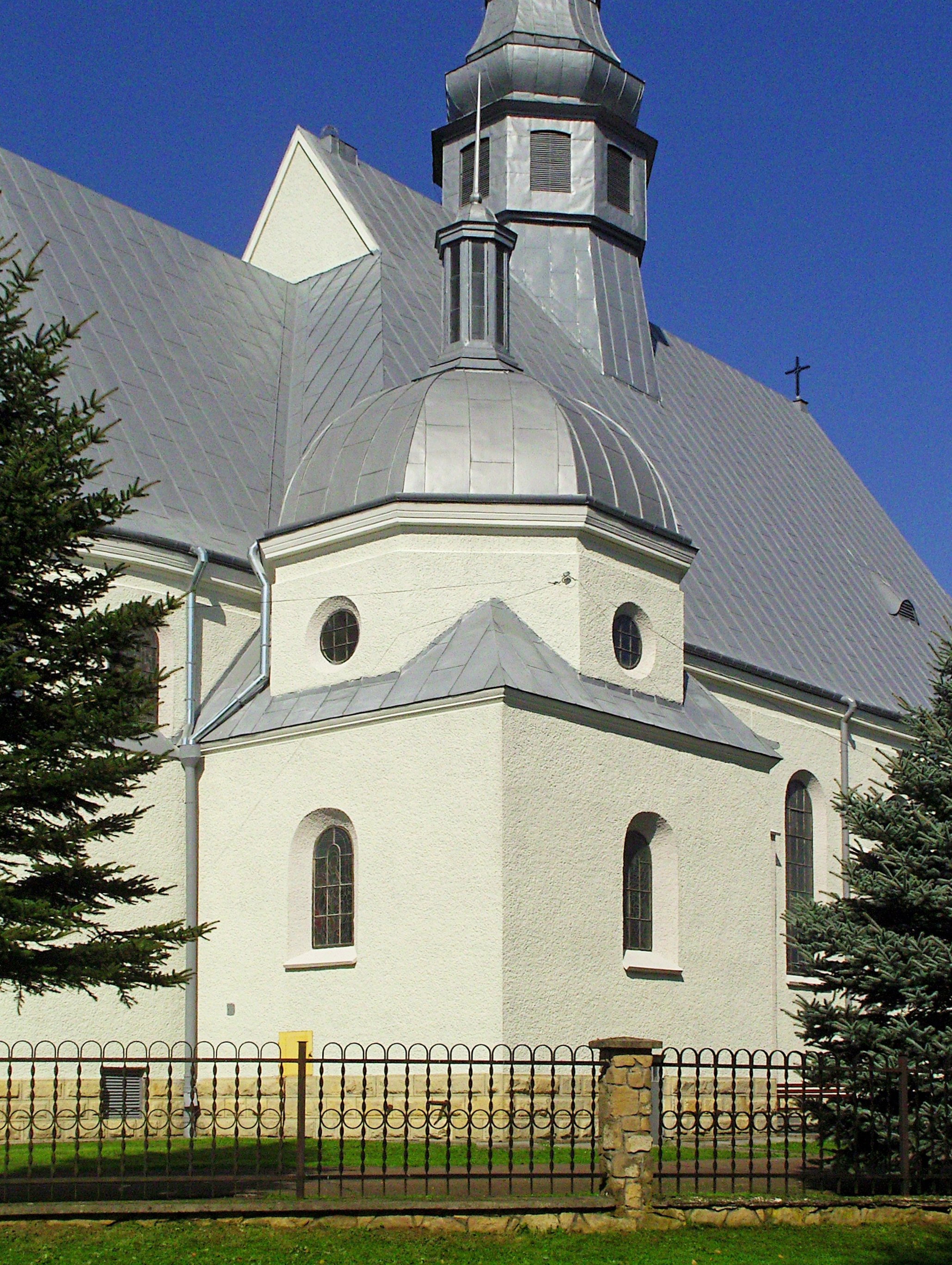
Kaplica Krzyża Świętego w kościele Imienia Maryi w Bączalu Dolnym
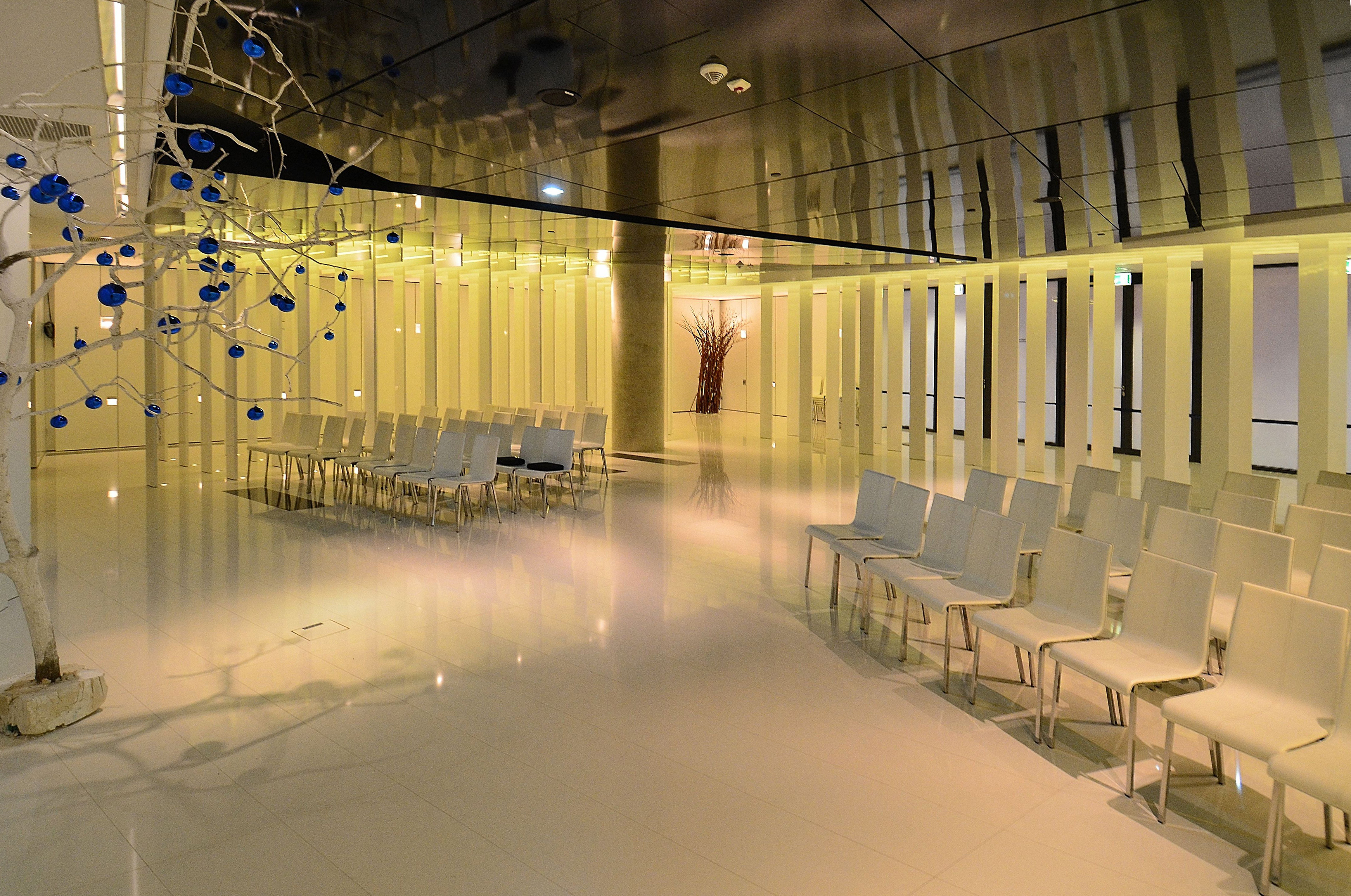
Kaplica wielowyznaniowa na Stadionie Narodowym w Warszawie
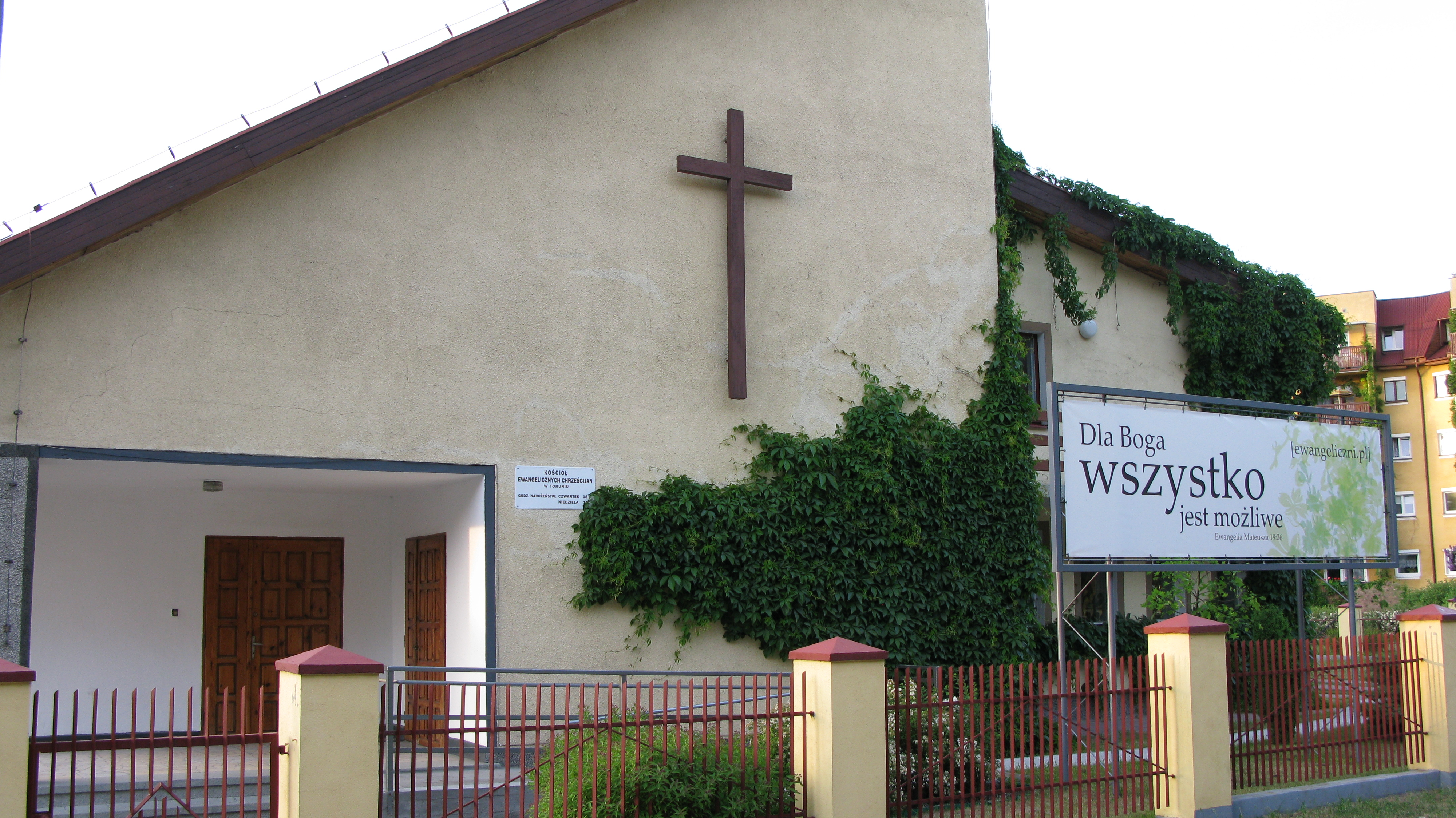
Kaplica zboru ewangelicznego w Toruniu
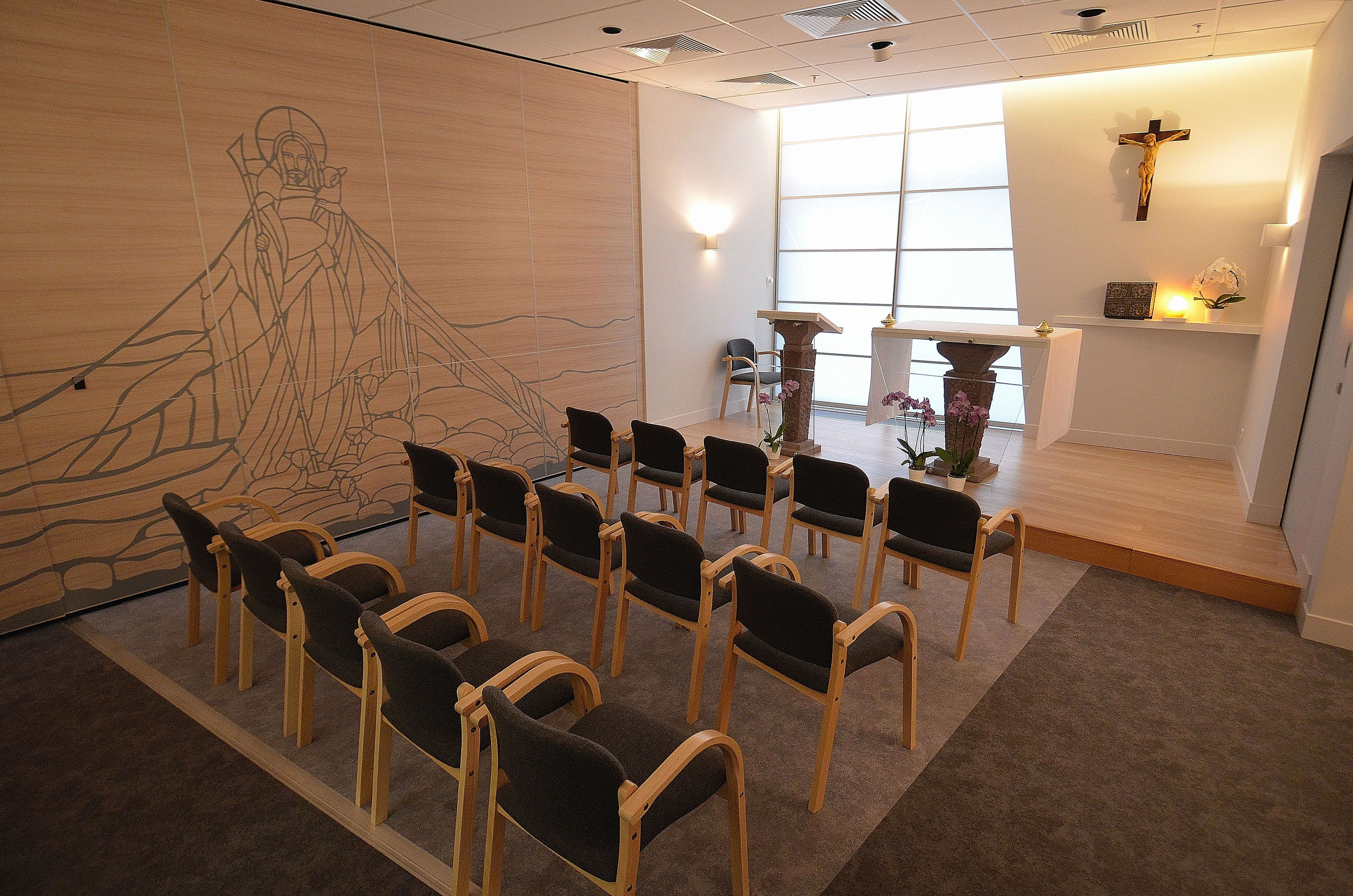
Kaplica na Lotnisku Chopina w Warszawie
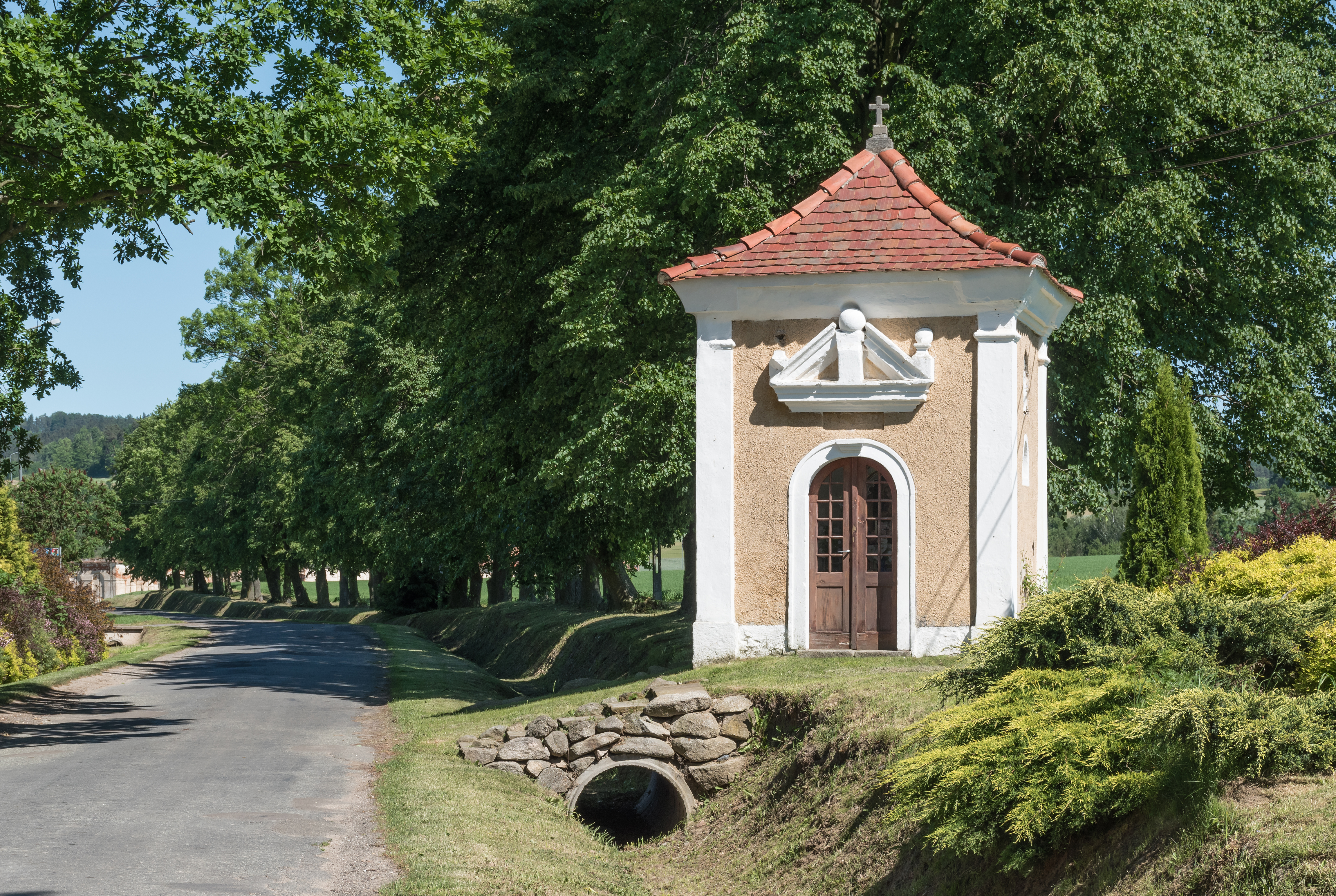
Kaplica domkowa w Marcinowie
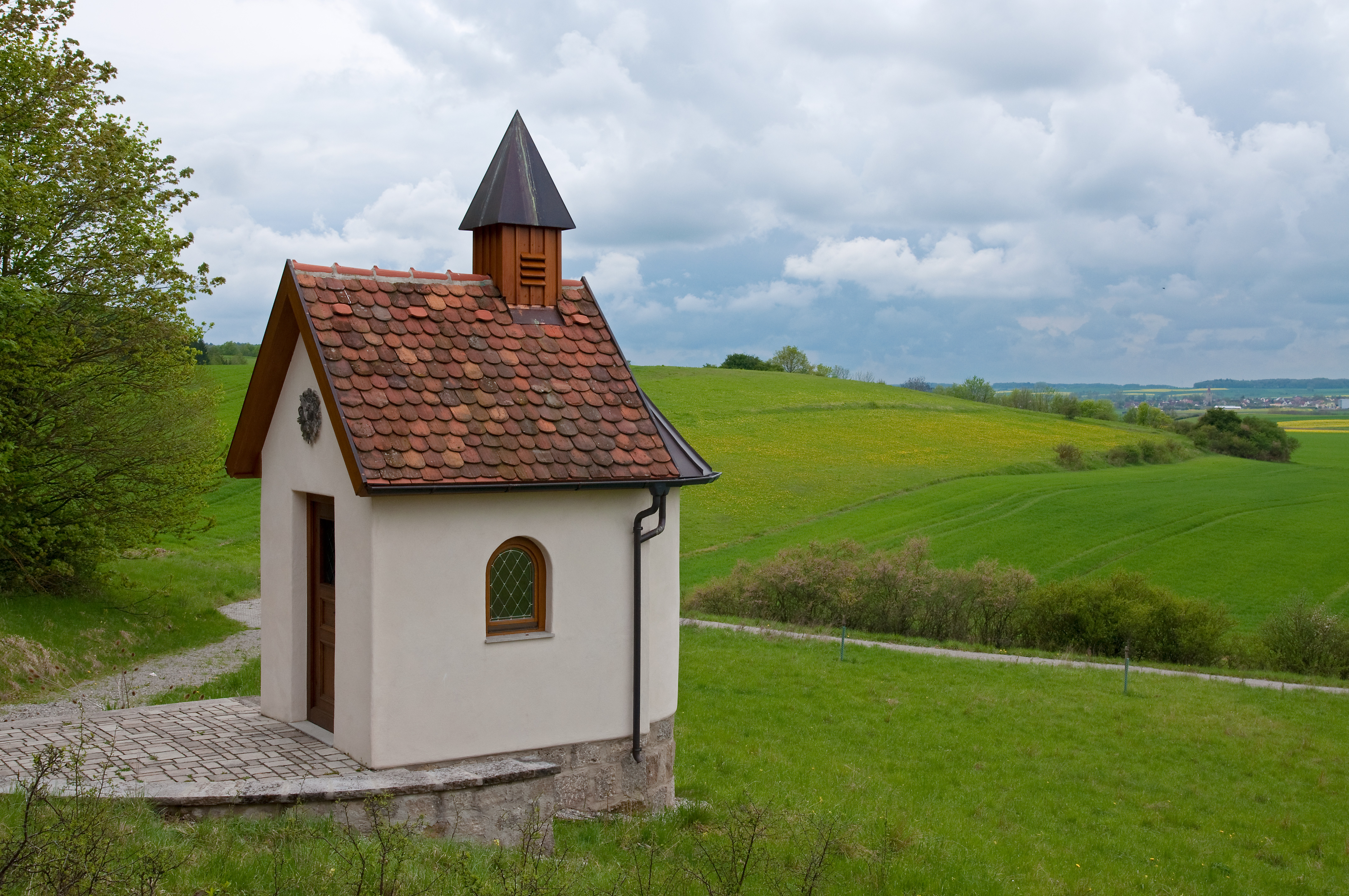
Kaplica Maria Hilf w Diebach w Niemczech
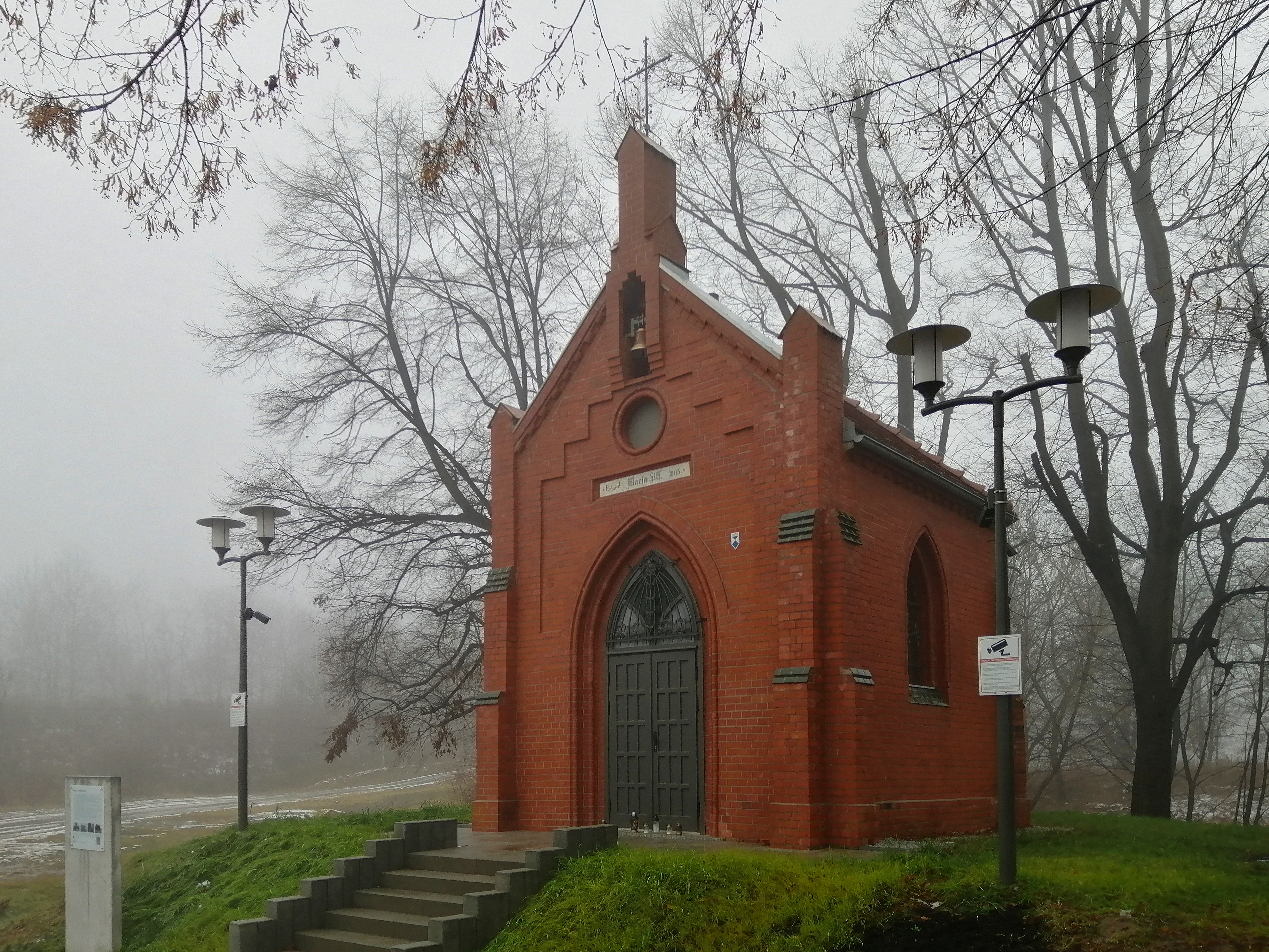
Kaplica Maria Hilf w Piekarach Śląskich
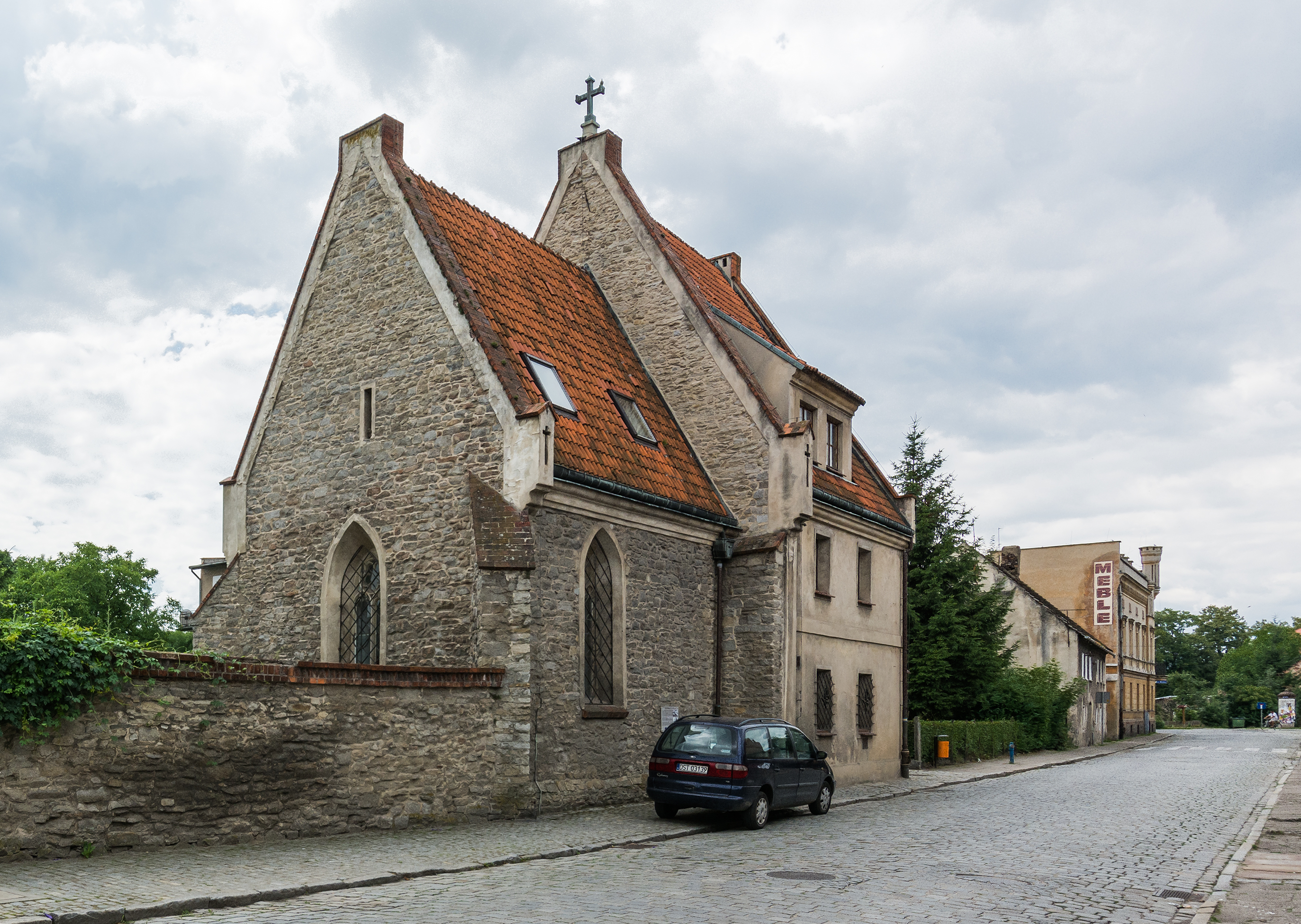
Kaplica szpitalna w Strzelinie
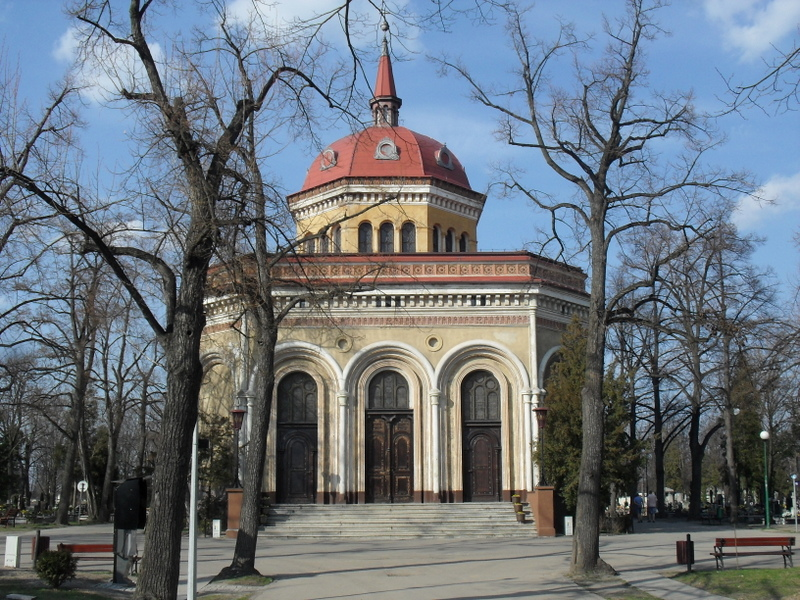
Kaplica cmentarna na cmentarzu komunalnym w Legnicy
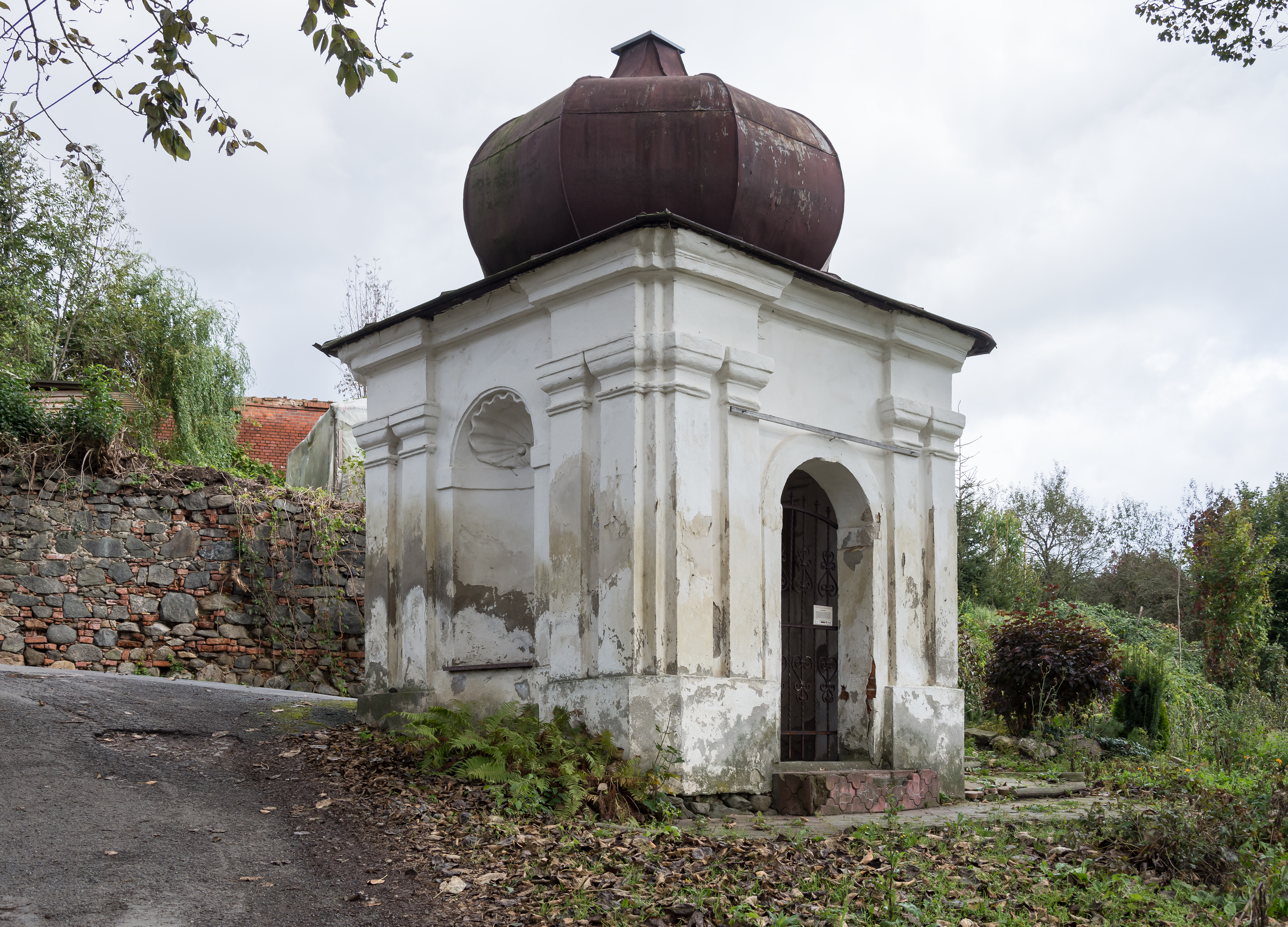
Kaplica Matki Bożej w Jaszkowej Górnej
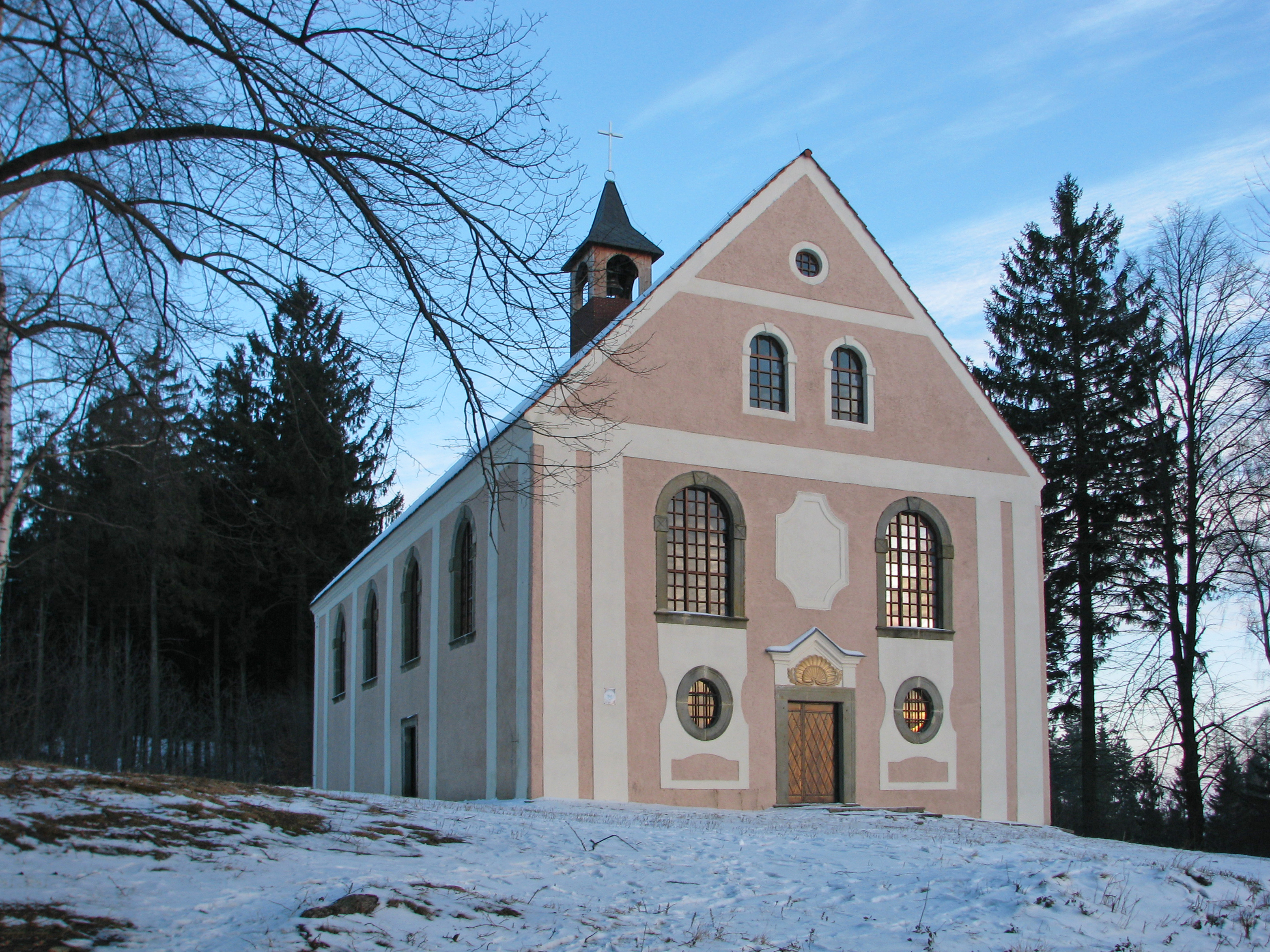
Kaplica św. Anny na Górze Świętej Anny w Krzeszowie
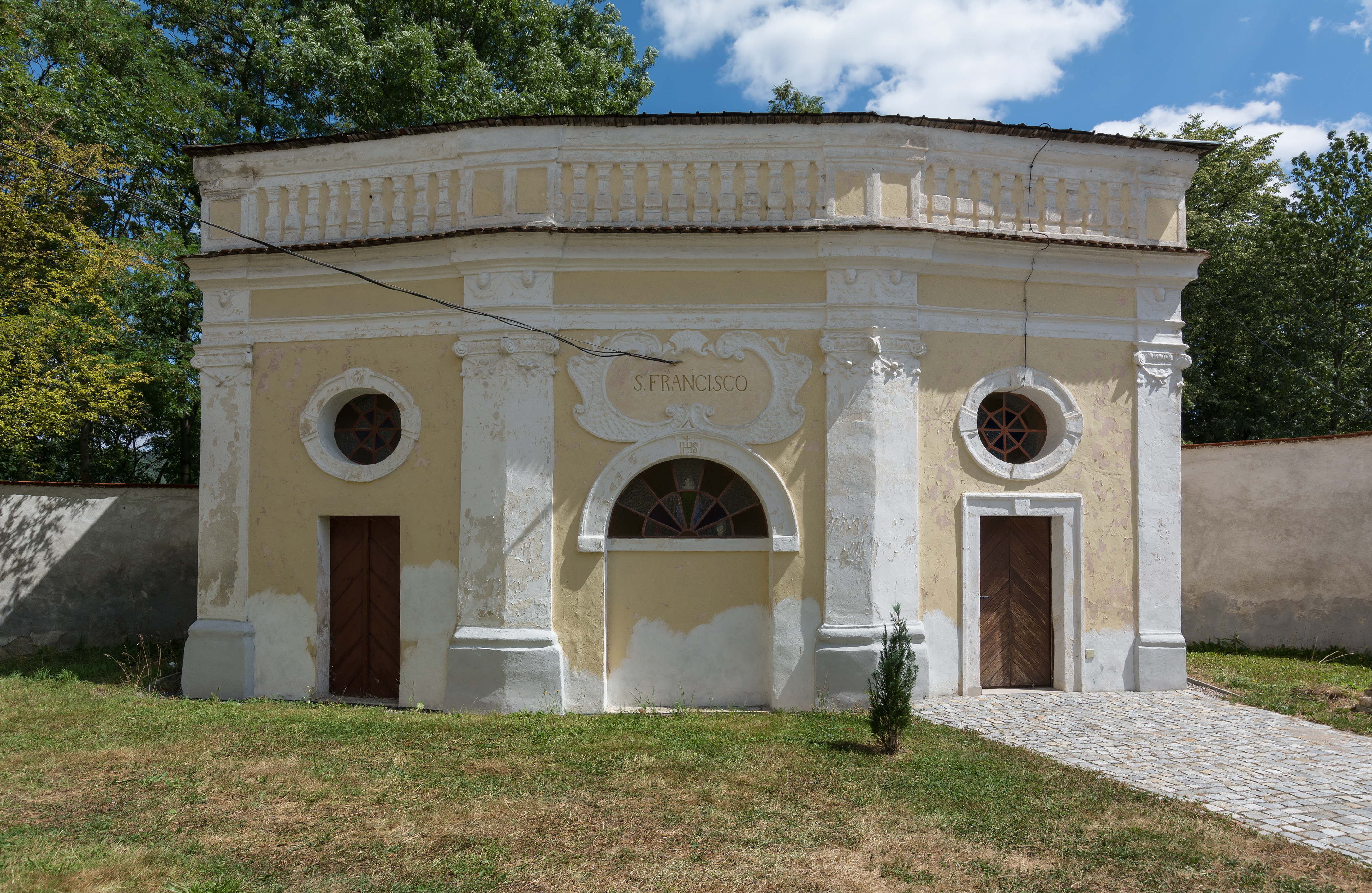
Kaplica św. Franciszka w Gorzanowie
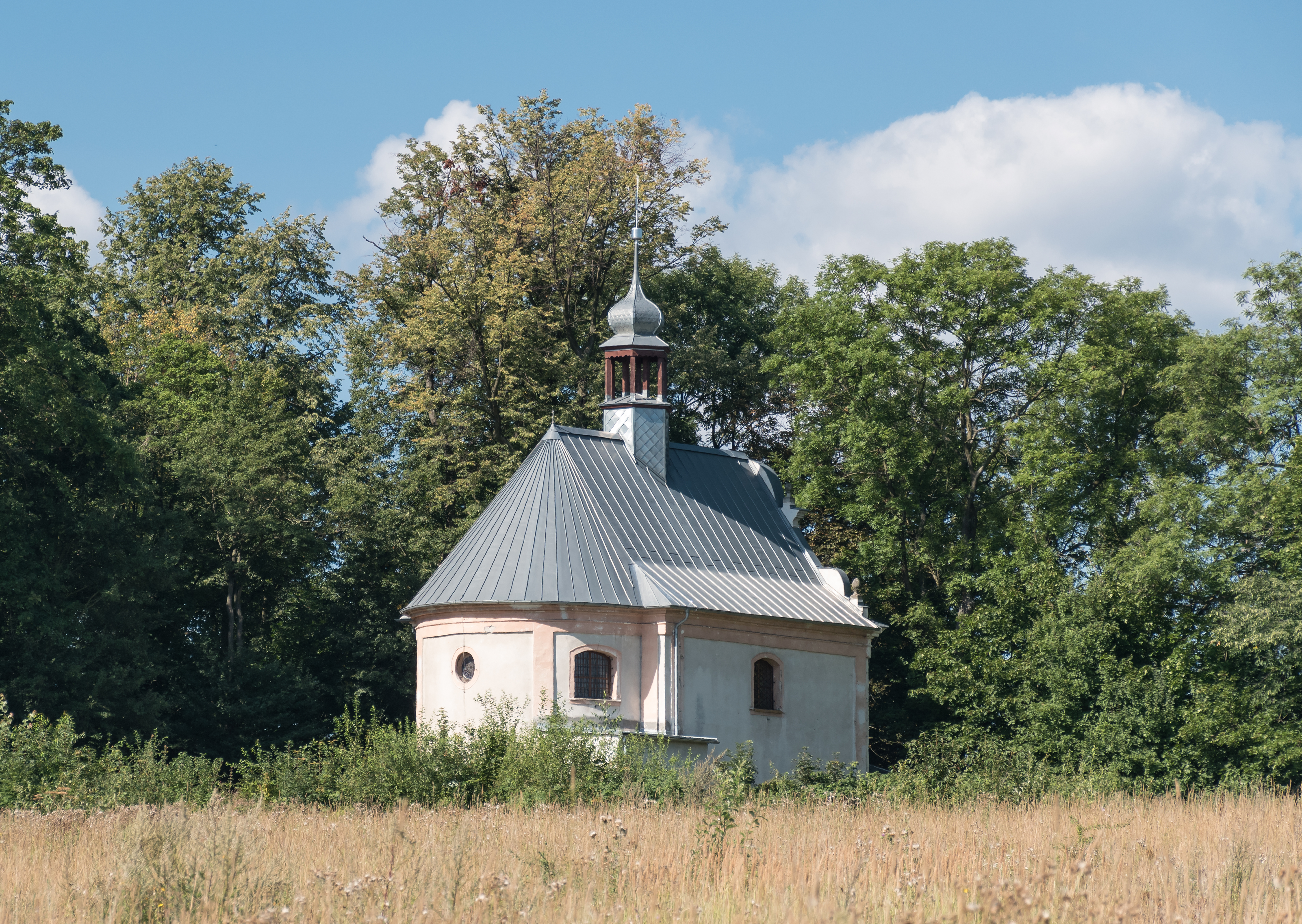
Kaplica św. Floriana w Bystrzycy Kłodzkiej
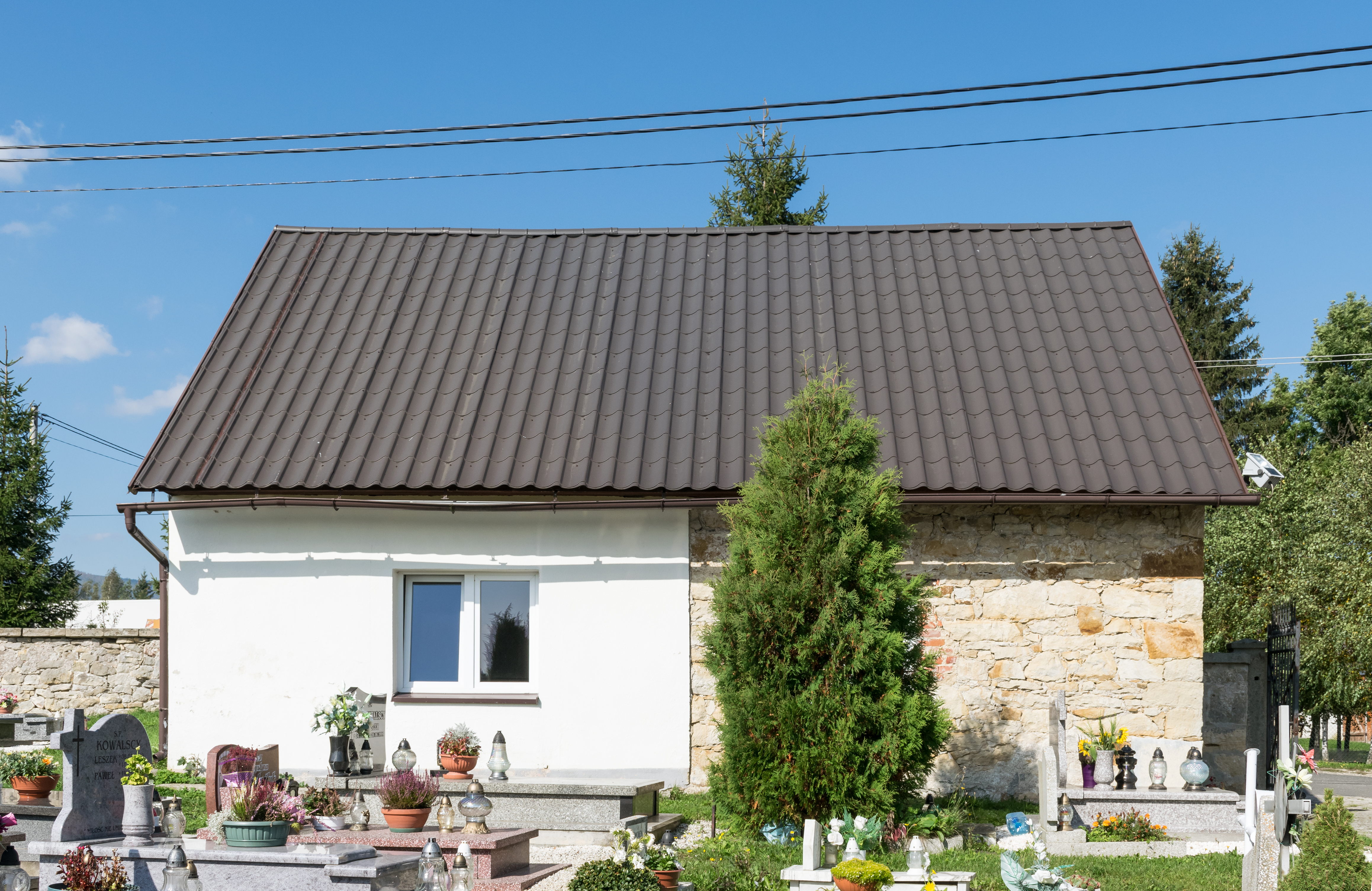
Kaplica cmentarna w Długopolu Górnym
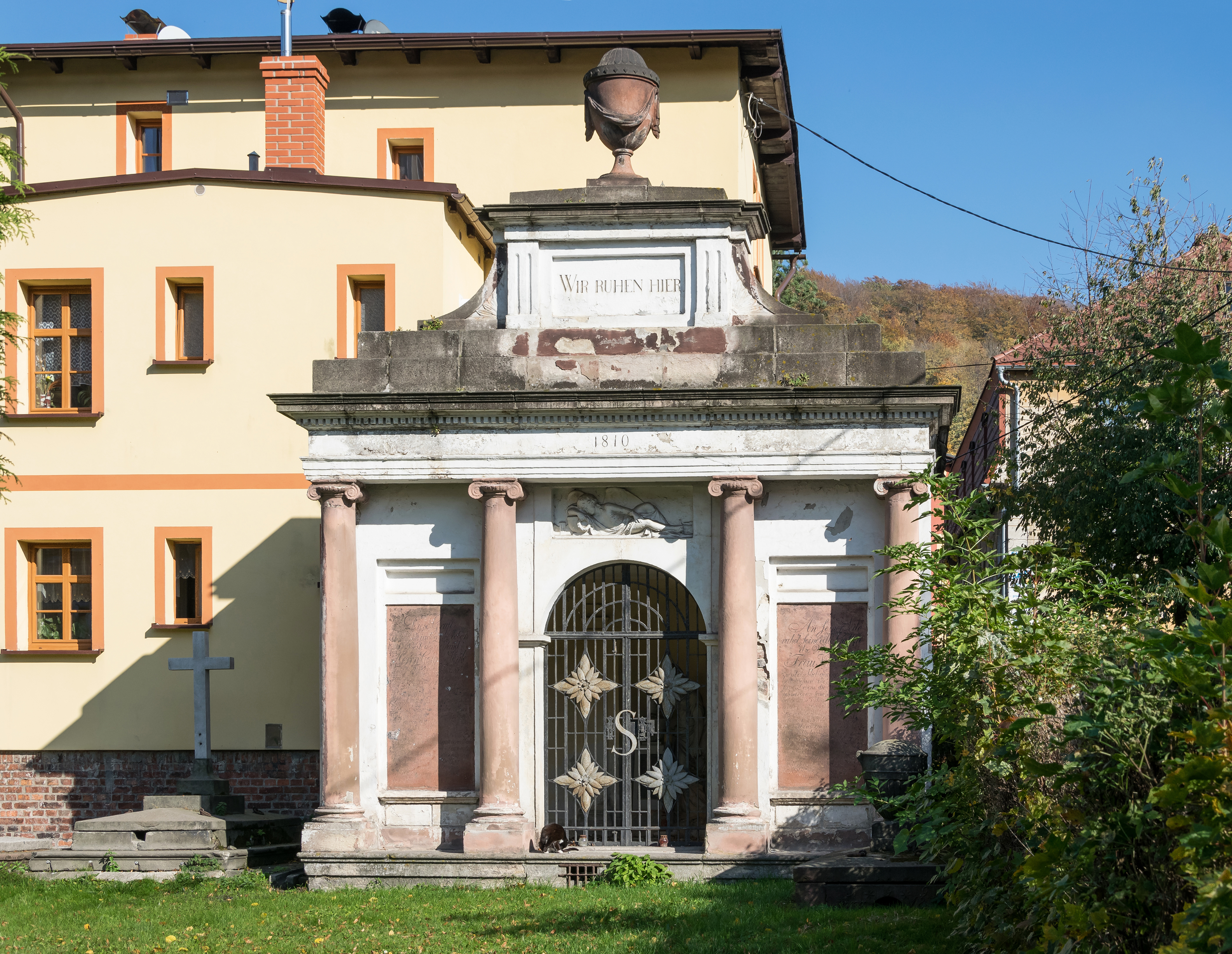
Kaplica grobowa Seylerów w Walimiu
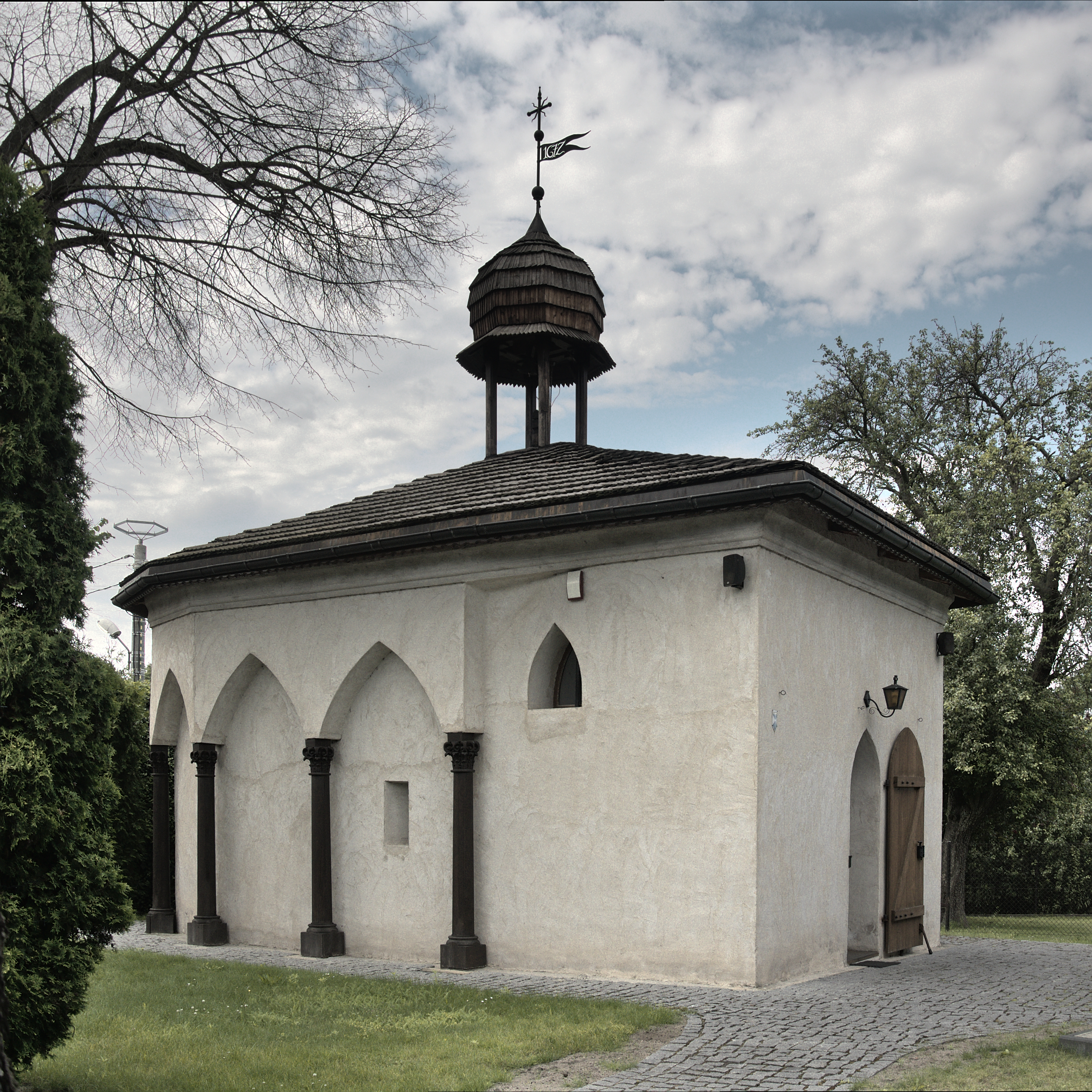
Kaplica Bożego Grobu w Potępie
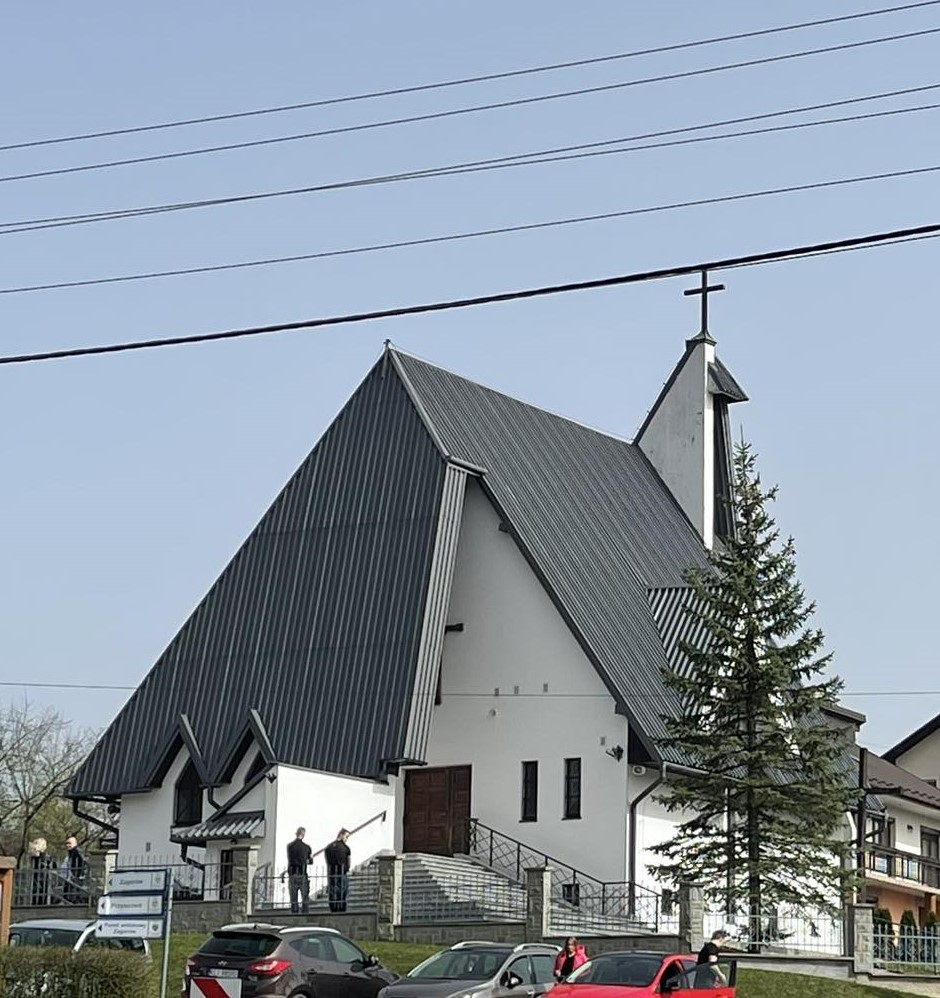
Kaplica Miłosierdzia Bożego w Stroniu